# Dívčí lyceum spolku Ludmila
Dívčí lyceum spolku Ludmila je dvoupatrová budova, která se nachází v centru Českých Budějovic poblíž Mlýnské stoky a řeky Vltavy na rohu s ulicí Jaroslava Haška na adrese Husova třída 1849/1.
Historicko-secesní budova z let 1906–1911 byla postavena jako dívčí lyceum na zakázku českého spolku Ludmila. Jejím architektem byl Josef Záruba-Pfeffermann.

## Historie
Secesní budova z roku 1906 byla postavena mezi Mlýnskou stokou a Říšskou třídou (dnešní Husova ulice). V nově postavené budově se usídlila Česká dívčí škola pokračovací spolku Ludmila, která od roku 1925 přijala název Veřejná odborná škola pro ženská povolání spolku Ludmila. Vyučování bylo zahájeno 3. ledna 1907. Vedle lycea byl postaven dívčí pensionát Jihočeská Vesna. Škola se skládala z dvouleté rodinné školy, jednoroční školy šití šatů, pětiměsíční školy pro vedení domácnosti, dvouleté pokračovací školy (Ženská škola průmyslová spolku Ludmila) a speciálních kurzů. Školu v letech 1919–1936 navštěvovalo průměrně 284 studentek ročně.

## Popis
Budova školy je postavena do tvaru písmene L, v jehož vnitřku se nachází dvůr. Nejdříve byl postaven jednopatrový trakt směrem do Husovy třídy v roce 1909 a ve druhé etapě let 1910–1911 bylo postaveno západní křídlo. V roce 1928 byly všechny objekty propojeny. Exteriér školy je v původním stavu s trojitým obloukem nad hlavním průčelím. Nad hlavní římsou se nachází panelové štíty a reliéfy, vysokými secesními okny se do školních tříd dostává dostatek světla. Secesní reliéfy zdobí i tělocvičnu z roku 1909. Na závěr výstavby celého areálu byla zřízena zahrada roku 1911. Rovněž většina vybavení interiéru se zachovala v originálním stavu jako kamenná schodiště s litinovým zábradlím, podlahy a výplně dveří. Na jižní straně budovy směrem k Mlýnské stoce se nachází novodobá přístavba. Tím škola získala od listopadu 1986 nové prostory pro výuku, kabinety a školní šatny.

### Památková hodnota
Areál budovy byl ve své době ojedinělý soustředěním škol a pensionátu spolu se zahradou do jednoho celku a dívčí ústav se stal unikátním v celém Českém království. Historický dům byl památkově chráněn od 3. května 1958 do 31. prosince 1987. Od 8. června 1995 se nachází v ochranném pásmu rejstříkové číslo ÚSKP 3141 nemovitých kulturních památek hradebního systému ve městě České Budějovice.